# Бенито, Грегорио
Грегорио «Гойо» Бенито Рубио (исп. Gregorio «Goyo» Benito Rubio; 21 октября 1946, Эль-Пуэнте-дель-Арсобиспо, Кастилия-Ла-Манча — 2 апреля 2020, Мадрид) — испанский футболист, игравший на позиции центрального защитника.

## Клубная карьера
В раннем подростковом возрасте занимался лёгкой атлетикой и был чемпионом страны по метанию копья на школьном уровне. Летом 1963 года в возрасте почти 17 лет Бенито подписал контракт с «Реал Мадрид». После двух лет на правах аренды в «Райо Вальекано», во втором дивизионе (его второй год был сокращен, поскольку он был призван на военную службу в Сиди-Ифни), вернулся в свой основной клуб, оставаясь там в течение следующих 14 сезонов, и выиграл шесть лиг и пять Кубков Испании.
В 1982 году, после всего лишь 16 матчей в лиге за последние два сезона, Бенито ушел из футбола в возрасте 35 лет. За время пребывания в «Реале» он сыграл в общей сложности 420 игр и забил три гола. Он был одним из двух игроков, которого президент Сантьяго Бернабеу наградил Лауреадой за его заслуги в клубе — другим был Пирри.

## Международная карьера
Бенито дебютировал в молодёжной сборной Испании в сезоне 1969—1970. Провёл за сборную 2 матча. Его полноценный международный дебют состоялся 9 мая 1971 года в выездном матче отборочного турнира Euro-1972 против Кипра, который испанцы выиграли со счетом 2:0. Он не принимал участия в крупных международных турнирах, так как национальная команда не смогла пройти ни в один из них в течение этого периода.
Кроме того, Бенито представлял страну на летних Олимпийских играх 1968 года в Мексике, сыграв во всех матчах за право выйти в четвертьфинал. В составе сборной Испании в 1971—1978 годах Бенито сыграл 22 матча.

## Награды
- Ла Лига : 1971/72, 1974/75, 1975/76, 1977/78, 1978/79, 1979/80
- Кубок Испании: 1969/70, 1973/74, 1974/75, 1979/80, 1981/82
- Кубок европейских чемпионов: финалист 1980/81